# Песчаный удавчик
Песчаный удавчик (лат. Eryx miliaris) — змея из семейства ложноногих.

## Описание
Самки крупнее самцов: длина туловища самцов достигает 60 см, самок — 80 см. Мускулистое тело чуть приплюснуто, небольшая голова немного уплощена. Отличительной особенностью вида является расположение глаз: маленькие глаза расположены наверху головы и направлены вверх. Радужная оболочка жёлто-янтарного цвета, зрачок чёрный. Во рту острые мелкие зубы, которые неприятно кусают, однако не содержат яда . Окрас змеи маскировочный — жёлто-бурый с узором в виде мелкого крапа или небольших пятен и полосок коричневого цвета.

## Распространение
Широко распространённый вид. Встречается в следующих странах: Казахстан, Туркменистан, Узбекистан, Россия, Иран, Афганистан, Китай, Монголия.

## Питание
В составе рациона преобладают грызуны, птицы и ящерицы, иногда мелкие змеи и молодые черепахи.

## Содержание в неволе
Содержать удавчиков надо в террариумах горизонтального типа на большом слое (10—30 см) рыхлого песчаного грунта. Температура содержания 28—35 °С днём и 20 °C ночью. Общий уровень влажности должен быть низким — 50 %, но чтобы это не вызывало затруднений линьки, в террариуме должна быть камера влажности или система увлажнения грунта снизу. Обязательно наличие поилки.